# (34461) 2000 SC95
2000 SC95 (asteroide 34461) é um asteroide da cintura principal. Possui uma excentricidade de 0.01016060 e uma inclinação de 13.06838º.
Este asteroide foi descoberto no dia 23 de setembro de 2000 por LINEAR em Socorro.